# 2491 Tvashtri
2491 Tvashtri este un asteroid din centura principală, descoperit pe 15 februarie 1977 de William Sebok.